# Roland SCD-10
De Roland SCD-10 is een op de waveblaster-aansluiting gebaseerd dochterbord dat in 1995 door Roland Corporation op de markt werd gebracht. De Roland SCD-10 is in feite een Roland SC-7-module die op 16-bit-ISA-bus- en PCI-geluidskaarten van deze periode kan worden aangebracht. De Roland SCD-10 voorziet in geluidsweergave conform de Roland General Midi-standaard op basis van de op de kaart aanwezige wavetable-synthese.
De Roland SCC-10 is onderdeel van de Roland Sound Canvas-productlijn en voorzag geluidskaarten indertijd van een significante opwaardering van de kwaliteit van muziekweergave.
Hij werd ook verkocht als de Roland SCB-7 en Roland SCM-10 (in combinatie met de Roland MPU-401AT-8-bit-ISA-bus-kaart).